# Стара-Градишка
Ста́ра Гради́шка (Ста́ра-Гради́шка) (хорв. Stara Gradiška) — посёлок и община в Бродско-Посавской жупании Хорватии. Насчитывает 542 жителя, тогда как население всего муниципалитета составляет 1717 человек (2001), проживающих ещё в шести других небольших посёлках. Большинство составляют хорваты с долей более 85 %.
Село расположено на левом берегу пограничной реки Сава, напротив города Босанска-Градишка, что в Боснии и Герцеговине.
Известен своей исторической тюрьмой, впервые открытой в 1920 г. Во время Второй мировой режим усташей использовал её как концентрационный лагерь Стара-Градишка, который был частью Ясеновацкого комплекса концлагерей. С 1945 до конца 1980 тюрьма в Старой Градишке была местом лишения свободы для политзаключённых коммунистического режима Социалистической Федеративной Республики Югославии. В 1991 тюрьма была официально закрыта властями получившей независимость Хорватии. Власть общины планирует превратить этот объект в музей. Католическая церковь планирует построить в этой местности мемориальную церковь.
В начале войны в Хорватии населённый пункт стал важным опорным пунктом Югославской народной армии, через который поставлялась оружие для войск краинских сербов в Западной Славонии. Стара-Градишка перешла под контроль Хорватии 2 мая 1995 во время операции «Молния».
На территории муниципалитета действует культурно-художественное общество KUD «Posavina». Праздник Святого Михаила здесь отмечается как День общины.